# クレア・シンプソン
クレア・シンプソン（Claire Simpson）は、イギリスの編集技師である。『プラトーン』（1986年）でアカデミー編集賞を受賞している。また、同映画と『ナイロビの蜂』（2005年）で2度英国アカデミー賞編集賞を受賞している。

## フィルモグラフィ

### 編集
- Peace on Borrowed Time (1983) テレビ映画
- チャド C.H.U.D. (1984)
- サルバドル/遥かなる日々 Salvador (1986)
- プラトーン Platoon (1986)
- 誰かに見られてる Someone to Watch Over Me (1987)
- ウォール街 Wall Street (1987)
- テキーラ・サンライズ Tequila Sunrise (1988)
- Hell High (1989)
- ステート・オブ・グレース State of Grace (1990)
- マンボ・キングス/わが心のマリア The Mambo Kings (1992)
- 黒馬物語 Black Beauty (1994)
- ザ・ファン The Fan (1996)
- ラスト・リミッツ 栄光なきアスリート Without Limits (1998)
- 聖なる嘘つき/その名はジェイコブ Jakob the Liar (1999)
- フォルテ Town & Country (2001)
- 抱擁 Possession (2002)
- ナイロビの蜂 The Constant Gardener (2005)
- The Return (2006)
- ストップ・ロス/戦火の逃亡者 Stop-Loss (2008)
- 愛を読むひと The Reader (2008)
- NINE Nine (2009)
- ものすごくうるさくて、ありえないほど近い Extremely Loud and Incredibly Close (2011)
- 誰よりも狙われた男 A Most Wanted Man (2014)
- スノーマン 雪闇の殺人鬼 The Snowman (2017)
- ゲティ家の身代金 All the Money in the World (2017)
- レイズド・バイ・ウルヴス/神なき惑星 (2021) テレビドラマシリーズ
- 最後の決闘裁判 The Last Duel (2021)
- ハウス・オブ・グッチ House of Gucci (2021)
- ナポレオン Napoleon (2023)

### 編集助手
- レッズ Reds (1981)

## 受賞歴
| 賞                         | 年     | 部門                         | 作品名       | 結果       | 備考                     |
| -------------------------- | ------ | ---------------------------- | ------------ | ---------- | ------------------------ |
| アカデミー賞               | 1986年 | 編集賞                       | プラトーン   | 受賞       |                          |
| アカデミー賞               | 2005年 | 編集賞                       | ナイロビの蜂 | ノミネート |                          |
| アメリカ映画編集者協会賞   | 1986年 | 長編映画編集賞               | プラトーン   | 受賞       |                          |
| アメリカ映画編集者協会賞   | 2005年 | 長編映画編集賞（ドラマ部門） | ナイロビの蜂 | ノミネート |                          |
| 英国アカデミー賞           | 1986年 | 編集賞                       | プラトーン   | 受賞       |                          |
| 英国アカデミー賞           | 2005年 | 編集賞                       | ナイロビの蜂 | 受賞       |                          |
| オンライン映画批評家協会賞 | 2005年 | 編集賞                       | ナイロビの蜂 | ノミネート |                          |
| 放送映画批評家協会賞       | 2009年 | 編集賞                       | NINE         | ノミネート | ワイアット・スミスと共同 |
| サテライト賞               | 2009年 | 編集賞                       | NINE         | ノミネート | ワイアット・スミスと共同 |